# 高亞河

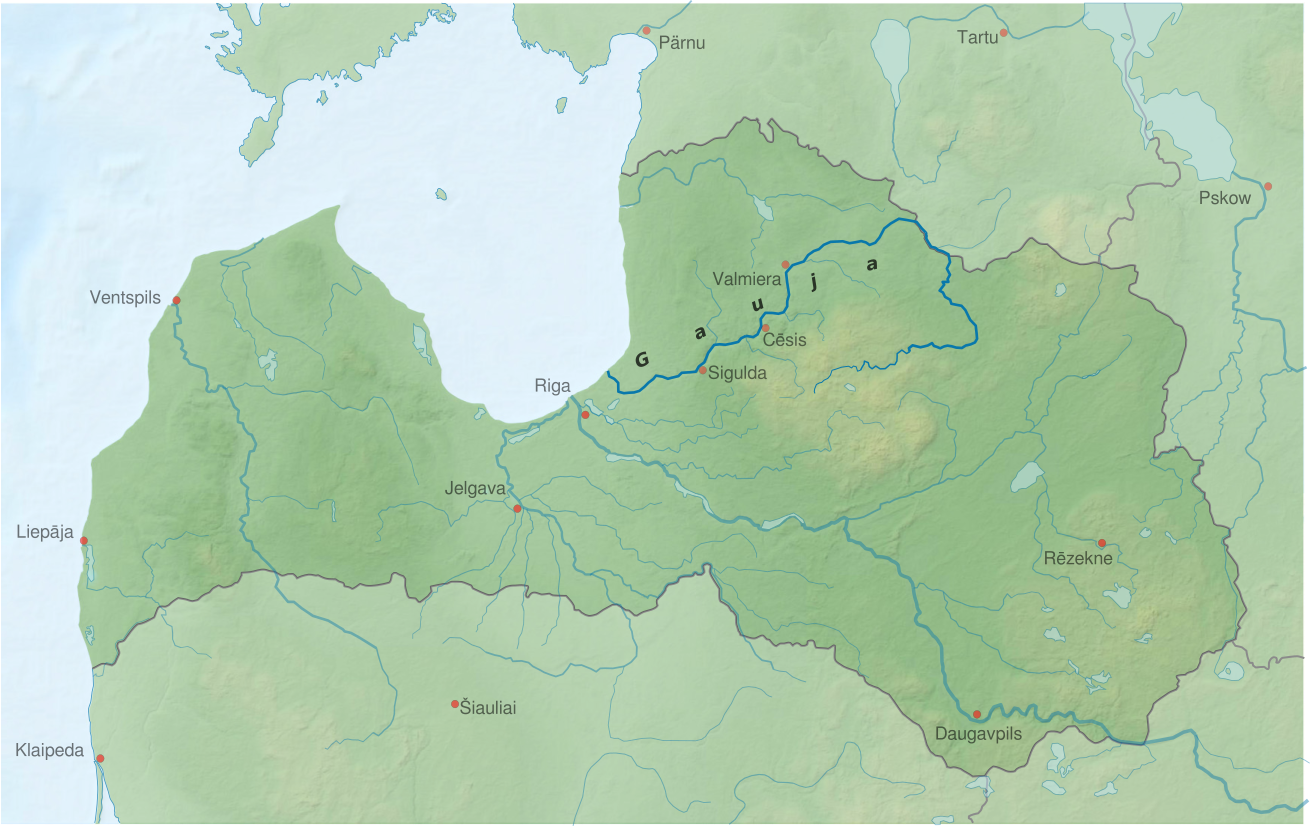

高亞河是拉脫維亞的河流，河道全長459公里，流域面積8,900平方公里，發源自采西斯東南面，其後成為拉脫維亞與愛沙尼亞接壤的邊境，最終在里加東南注入波羅的海。
57°04′57″N 25°36′17″E / 57.08250°N 25.60472°E